# High Availability
I cluster High Availability, o Cluster HA, sono una tipologia di cluster progettata per garantire continuità dei servizi informatici erogati. L'impiego di componenti ridondanti, algoritmi e protocolli di monitoraggio dell'attività dei singoli nodi e l'analisi del flusso delle informazioni consente di offrire elevatissime garanzie di funzionamento.